# Gibbovalva magnoliae
Gibbovalva magnoliae là một loài bướm đêm thuộc họ Gracillariidae. Nó được tìm thấy ở Nhật Bản (Hokkaidō và Honshū).
Sải cánh dài 6.8-9.2 mm.
Ấu trùng ăn Magnolia heptapetala, Magnolia hypoleuca và Magnolia obovata. Chúng ăn lá nơi chúng làm tổ.